# Nicolai Rohde
Nicolai Rohde (* 1966 in Bremen) ist ein deutscher Filmregisseur.

## Leben
Nicolai Rohde studierte zunächst von 1990 bis 1995 an der Hochschule für Künste Bremen, es folgte ein einjähriger Aufenthalt an der Filmakademie Wien. Danach studierte er Regie an der Filmuniversität Babelsberg Konrad Wolf. Hier entstanden bereits erste Kurzfilme.
Bei seinem Abschlussfilm Zwischen Nacht und Tag, der von der Film- und Medienstiftung NRW mit 400.000 Euro gefördert wurde, (mit Richy Müller und Nicolette Krebitz) wirkte er am Drehbuch mit. Dieser Film wurde 2004 für den Max Ophüls Preis nominiert. Die Kino-Koproduktion 10 Sekunden von 2008 thematisierte die Folgen der Flugzeugkollision von Überlingen. Weitere Arbeiten waren Krimiserien oder -filme wie Letzte Spur Berlin, Tatort oder Polizeiruf 110.

## Filmografie (Auswahl)
- 1999: Schlafmann (Kurzfilm)
- 2000: Heiße Hunde (Kurzfilm)
- 2003–2004: Vorsicht – Keine Engel! (Fernsehserie, 12 Folgen)
- 2004: Zwischen Nacht und Tag
- 2008: 10 Sekunden
- 2009: Notruf Hafenkante (Fernsehserie, 2 Folgen)
- 2011: Tatort: Das erste Opfer
- 2012: Polizeiruf 110: Eine andere Welt
- 2013: Tatort: Freunde bis in den Tod
- 2013–2014: Letzte Spur Berlin (Fernsehserie, 5 Folgen)
- 2015: Brandmal
- 2015: Tod auf der Insel
- 2016: Die Spezialisten – Im Namen der Opfer (Fernsehserie, 2 Folgen)
- 2018: Der Prag-Krimi (Fernsehserie, 2 Folgen)
- 2018: Carneval – Der Clown bringt den Tod
- 2019: Julia Durant ermittelt (Fernsehfilmreihe, 2 Filme)
- 2019: Unschuldig (Fernsehfilm)
- 2022: Tatort: Borowski und der Schatten des Mondes
- 2022: Totenfrau (Fernsehserie)